# Gconf-editor

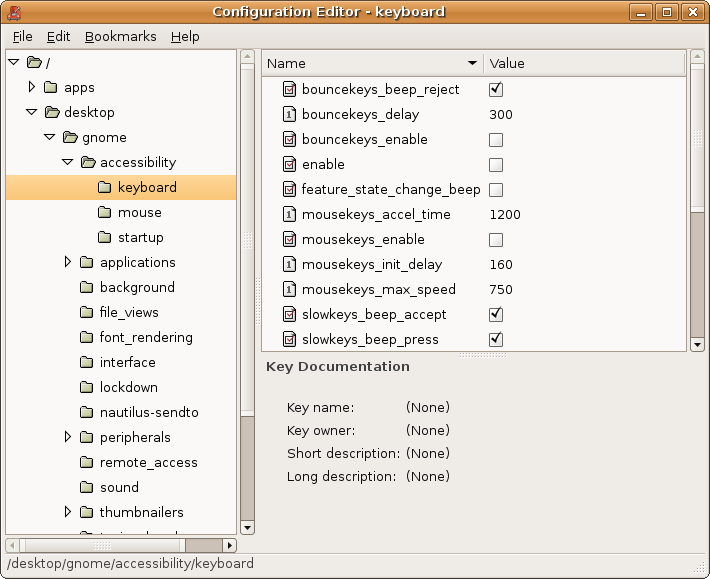

gconf-editor，为GNOME桌面环境下的一个配置编辑软件，它可以看做是gconftool的GUI版。它可以管理GNOME配置的注册表项，界面功能类似WINDOWS下的注册表。
gconf-editor能够让操作者方便的存取基于XML的GConf配置数据库或数据表项。